# Aparchitellina
Aparchitellina is een geslacht van uitgestorven kreeftachtigen uit de klasse van de Ostracoda (mosselkreeftjes).

## Soorten
- Aparchitellina adrianovae Polenova, 1955 †
- Aparchitellina agnes (Egorova, 1956) Egorova, 1967 †
- Aparchitellina baituganensis (Samoilova, 1960) Tschigova, 1963 †
- Aparchitellina baschkirica Tschigova, 1963 †
- Aparchitellina beckeri (Groos, 1969) Stoltidis, 1971 †
- Aparchitellina birinae Egorova, 1967 †
- Aparchitellina canadensis (Fritz, 1940) Polenova, 1968 †
- Aparchitellina decorata Polenova, 1955 †
- Aparchitellina domratchevi Polenova, 1955 †
- Aparchitellina fissurella (Ulrich & Bassler, 1923) Polenova, 1968 †
- Aparchitellina fissurelliformis (Polenova, 1960) Polenova, 1968 †
- Aparchitellina glabra Rozhdestvenskaya, 1962 †
- Aparchitellina irgizlensis Rozhdestvenskaya, 1962 †
- Aparchitellina leonidovkensis Tschigova, 1963 †
- Aparchitellina longa Buschmina, 1977 †
- Aparchitellina mikrosulcina Stoltidis, 1971 †
- Aparchitellina modificata Buschmina, 1968 †
- Aparchitellina monocornis (Egorova, 1956) Egorova, 1967 †
- Aparchitellina plana (Kummerow, 1953) Becker, 1965 †
- Aparchitellina polenovae (Egorova, 1956) Polenova, 1968 †
- Aparchitellina propria (Polenova, 196qa) Polenova, 1968 †
- Aparchitellina rubra (Oepik, 1935) Polenova, 1966 †
- Aparchitellina tschekmaguschica Tschigova, 1963 †